# Tramont-Saint-André
Tramont-Saint-André – miejscowość i gmina we Francji, w regionie Grand Est, w departamencie Meurthe i Mozela.
Według danych na rok 1990 gminę zamieszkiwało 50 osób, a gęstość zaludnienia wynosiła 7 osób/km² (wśród 2335 gmin Lotaryngii Tramont-Saint-André plasuje się na 995. miejscu pod względem liczby ludności, natomiast pod względem powierzchni na miejscu 821.).